# Calathea longipetiolata
Calathea longipetiolata är en strimbladsväxtart som beskrevs av H.A.Kenn. Calathea longipetiolata ingår i släktet Calathea och familjen strimbladsväxter. Inga underarter finns listade.